# ترافيس ديني
ترافيس ديني (بالإنجليزية: Travis Denney) هو لاعب كرة الريشة أسترالي، ولد في 19 فبراير 1976 في Wickham, Western Australia ‏ في أستراليا.

## وصلات خارجية
- ترافيس ديني على موقع BWF.tournamentsoftware.com (الإنجليزية)
- ترافيس ديني على موقع BWFbadminton.com (الإنجليزية)
- ترافيس ديني على موقع اللجنة الأولمبية الدولية (الإنجليزية)
- ترافيس ديني على موقع أوليمبيديا (الإنجليزية)
- ترافيس ديني على موقع اللجنة الأولمبية الأسترالية (الإنجليزية)
- ترافيس ديني على موقع اتحاد ألعاب الكومنولث (مؤرشف) (الإنجليزية)
- ترافيس ديني على موقع دورة ألعاب الكومنولث 2006 (مؤرشف) (الإنجليزية)